# جيمس وود (ضابط بحري)
جيمس وود هو ضابط بحري كندي، ولد في 29 أغسطس 1934 في تشارلوت تاون في كندا.